# Число

Розширення поняття числа від натурального до комплексного числа.

Число́ є одним з найголовніших об'єктів математики, який використовується для підрахунку, вимірювання та для маркування. Символи, які використовуються для позначення чисел називаються цифрами. Окрім того, що цифри використовуються при лічбі та вимірюванні, вони використовуються також для маркування (наприклад, як номер телефону), упорядкування (серійний номер і для кодування (ISBN). Взагалі, термін число може вказувати на символ, слово або математичну абстракцію.
В математиці, поняття числа розширювалось з плином часу. Було додано такі поняття як нуль, від'ємні числа, раціональні числа ({\displaystyle {\frac {1}{2}}}, {\displaystyle -{\frac {2}{3}}}), дійсні числа ({\displaystyle {\sqrt {2}}} та {\displaystyle \pi }), комплексні числа, які розширюють дійсні числа введенням поняття про {\displaystyle {\sqrt {-1}}}. Над числами виконуються арифметичні операції, такі як додавання, віднімання, множення, ділення та піднесення до степеня. Їх використання називається арифметикою. Деякі властивості натуральних чисел досліджуються у теорії чисел, — великому розділі математики.
Окрім практичного використання, числа мають також культурне значення. Наприклад, у західному суспільстві число 13 вважається нещасливим, а «мільйон» може означати «багато». В наші часи нумерологія вважається псевдонаукою, проте антична та середньовічна думка пронизана вірою в містичне значення чисел. Нумерологія сильно вплинула на давньогрецьку математику, та підштовхнула до дослідження багатьох проблем в теорії чисел, які актуальні й досі.
Протягом XIX століття математики почали розвивати багато різних абстракцій, які мають спільні властивості з числами або які можна розглядати як узагальнення поняття числа. Серед перших були гіперкомплексні числа, які узагальнювали комплексні числа. Тепер системи числення розглядаються як важливі приклади загальних категорій, таких як кільце та поле, і використання терміна «число» є питанням домовленості, без фундаментального значення.
У давнину у слов'янських мовах слово «число» означало «знак», «символ», «поняття», «ідея»[джерело?]. Під словом «числити» розуміли в ті часи «значити», «думати», а також «записувати щось за допомогою знаків», «робити певні дії зі знаками».

## Типи чисел
Математики поступово розширювали набір усіх відомих чисел. Поява нових видів чисел і числення тісно пов'язана з розвитком людського суспільства. Разом з тим, на кожне розширення числової системи можна дивитися з математичної точки зору, обґрунтовуючи таке розширення, як правило, розширенням можливостей виконувати деяку математичну операцію.

### Натуральні числа
Дослівно — «природні» числа (лат. «natura» — природа).
Натуральні числа — найдавніші числа, які стали використовувати люди, в першу чергу при лічбі:
{\displaystyle 1,2,...,10,11,...}
Сукупність (множина) всіх натуральних чисел позначається {\displaystyle \mathbb {N} }.

### Цілі числа
Назва «цілі числа» виникла на противагу числам, які позначають «нецілі» кількості, — дробам.
Цілі числа утворюються на основі натуральних за допомогою введення нових понять і позначень: нуля (0, лат. nullus — ніщо, відсутність будь-якої кількості) та від'ємних чисел:
{\displaystyle -11,-10,...-2,-1,0},
тобто таких кількостей, додаючи до яких додатні кількості (які позначаються натуральними числами) ми отримуємо нуль. Від'ємні числа позначаються за допомогою знака «−» (мінус) перед тим натуральним числом, у сумі з яким дане від'ємне число дає 0.
Від'ємні числа отримали застосування в багатьох сферах людського життя — в математиці (дали змогу розробити поняття системи координат), в економіці (позначення боргу), у фізиці (від'ємні заряди, від'ємна температура), в історії (роки до нашої ери) тощо.
У множині цілих чисел (на відміну від натуральних) завжди здійсненне віднімання.
Множина цілих чисел позначається — {\displaystyle \mathbb {Z} }. Цілі числа в математиці вивчають у рамках теорії чисел.

### Раціональні числа
Назва цих чисел походить від лат. ratio — «відношення», що пов'язане з тим, що ці числа з часу їхньої появи позначають за допомогою відношення двох цілих чисел, наприклад, 2:5, 2/5 чи {\displaystyle {\frac {2}{5}}}. Інша назва — «дроби», тобто числа, якими можна позначити нецілу кількість предметів — півтора, третину склянки, чверть години тощо. Під дробовими числами зазвичай розуміють ті раціональні числа, які не належать до цілих.
Поява раціональних чисел також дала змогу вирішити велику кількість прикладних завдань із різних галузей науки.
У множині раціональних чисел (на відміну від цілих) завжди здійсненне ділення, крім ділення на 0. Цікаво, що історично проблему щодо ділення розв'язали значно раніше, ніж проблему щодо віднімання, так що спочатку множину натуральних чисел (разом з нулем) розширили до множини невід'ємних раціональних чисел, і лише потім з'явилися від'ємні числа. Справді, дроби набагато «реальніші», ніж від'ємні числа, їх простіше безпосередньо відчути на життєвих прикладах. Однак з погляду математики виглядає дещо природнішим спочатку сконструювати цілі від'ємні числа, а вже потім — дробові. Для шкільної програми в цьому питанні характерним є «історичний» підхід: учнів ознайомлюють з дробами раніше, ніж з від'ємними числами.
Множина всіх раціональних чисел позначається {\displaystyle \mathbb {Q} }.

### Дійсні числа
Назва чисел відображає думку про те, що вони дають змогу описувати дійсність (реальність).
Після появи раціональних чисел стало зрозумілим, що вони не дають змогу вирішити всі задачі, які постали перед людством. Серед них такі завдання, як вимірювання відстаней (наприклад, діагоналі одиничного квадрата), пошук коренів квадратних рівнянь тощо. Було введено поняття ірраціонального (нераціонального) числа — числа, яке не може бути виражене за допомогою відношення цілих чисел. Сукупність раціональних та ірраціональних чисел утворює множину дійсних чисел.
Найпоширеніше позначення дійсних чисел — у вигляді десяткових (можливо нескінченних) дробів. Ірраціональні числа в цьому випадку — неперіодичні, нескінченні десяткові дроби. Зазначимо, що нескінченний десятковий дріб можна трактувати як послідовність певних скінченних десяткових дробів (тобто раціональних чисел); границя такої послідовності дорівнює числу, яке зображує цей десятковий дріб.
{\displaystyle \surd 2}, — так записують дійсні числа.
У множині дійсних чисел (на відміну від раціональних) завжди здійсненна дія добування кореня натурального степеня з невід'ємного числа.
Множина дійсних чисел позначається {\displaystyle \mathbb {R} }, першою буквою слова «real» — дійсні.

### Комплексні числа
Дослівний переклад назви цих чисел — «складені» («складні») числа, від лат. complex.
Кожне комплексне число можна трактувати як пару дійсних чисел; якщо другий елемент цієї пари рівний 0, то таке комплексне число ототожнюють з дійсним (унаслідок чого маємо справді розширення множини дійсних чисел). Ті комплексні числа, які не ототожнені з жодним дійсним числом, називають уявними числами (хоча існують і інші погляди на значення словосполучення «уявне число»).
Комплексні числа застосовують в електродинаміці, квантовій механіці та інших галузях фізики.
У множині комплексних чисел завжди здійсненна дія добування кореня довільного натурального степеня з довільного комплексного числа (в той час як, залишаючись у межах дійсних чисел, корінь парного степеня можна добути лише з невід'ємного числа). Як наслідок, стає можливим розв'язати довільне квадратне рівняння (тобто навіть з від'ємним дискримінантом).
Комплексні числа плідно використовують також для розв'язування кубічних рівнянь (за формулами Кардано). Цікаво, що при цьому часто навіть для отримання дійсних розв'язків кубічного рівняння доводиться мати справу з уявними числами на деяких етапах розв'язування.
Множину комплексних чисел позначають {\displaystyle \mathbb {C} }, першою літерою слова «complex» — комплексний.

### Інші типи чисел
Комплексні числа можуть бути розширені до кватерніонів, від лат. «quattro» («чотири»); кватерніон можна трактувати як упорядковану множину чотирьох дійсних чисел. Множина кватерніонів позначається {\displaystyle \mathbb {H} }. Для кватерніонів втрачається комутативність множення.
В свою чергу, октоніони {\displaystyle \mathbb {O} } є розширенням кватерніонів і втрачають властивість асоціативності.
Кватерніони й октоніони є прикладами гіперкомплексних чисел.
Отож вищерозглянуті множини чисел можна записати у вигляді такого ланцюжка:
{\displaystyle \mathbb {N} \subset \mathbb {Z} \subset \mathbb {Q} \subset \mathbb {R} \subset \mathbb {C} \subset \mathbb {H} \subset \mathbb {O} }.
У математиці існує поняття «потужність множини», яке є узагальненням поняття «кількість елементів множини» на випадок, коли множина може бути нескінченною. Для описання цих потужностей вводять кардинали або, що те саме, кардинальні числа.

## Підкласи цілих чисел

### Парні та непарні числа
Парне число — ціле число, яке «ділимо порівну» на два, тобто ділиться на два без остачі; непарне число є цілим числом, яке не ділиться на два без остачі. Еквівалентне визначення непарного і парного числа таке: непарне число є цілим числом виду n = 2k + 1, де k є цілим числом, а парне число має вигляд n = 2k, де k — ціле число.

### Прості числа
Просте число — ціле число більше одиниці, яке не є добутком двох менших додатних цілих чисел. Перші декілька простих чисел: 2, 3, 5, 7 і 11. Прості числа широко вивчались впродовж 2000 років, було отримано відповіді до багатьох питань. Вивченням цих питань займається теорія чисел. Прикладом питання, на яке досі не знайдена відповідь буде таке: чи буде кожне парне число сумою двох простих чисел. Це називається гіпотезою Гольдбаха.

### Інші класи цілих чисел
Багато підмножин натуральних чисел були предметом спеціальних досліджень і їх часто називають на честь першого математика, який вивчав їх. Прикладом таких наборів чисел є числа Фібоначчі і досконалі числа. Додаткові приклади можна знайти серед послідовностей цілих чисел.

## Підкласи комплексних чисел

### Алгебраїчні, ірраціональні та трансцендентні числа
Алгебраїчні числа — числа, які є коренем многочлена з цілими коефіцієнтами.
Комплексні числа, які не є раціональними числами, називаються ірраціональними числами.
Комплексні числа, які не є алгебраїчними, називаються трансцендентними числами.

### Обчислюване число
Обчислюване число (або рекурсивне) — це дійсне число, яке може бути обчислене з будь-якою заданою точністю за допомогою певного алгоритму. Еквівалентні визначення можуть бути зроблені через μ-рекурсивні функції, машину Тюринга або λ-числення. Обчислювані числа є стійкими для всіх звичайних арифметичних операцій, зокрема й для обчислення коренів многочлена і тому утворюють дійсне замкнуте поле, що містить дійсні алгебраїчні числа.

## Представлення чисел у пам'яті комп'ютера
Докладніше Представлення чисел зі знаком, Доповняльний код, Число з рухомою комою
Для представлення натурального числа у пам'яті комп'ютера, воно зазвичай переводиться y двійкову систему числення. Для представлення від'ємних чисел часто використовується додатковий код числа.
Представлення чисел y пам'яті комп'ютера має обмеження, пов'язані з обмеженістю об'єму пам'яті, що виділяється під числа. Навіть натуральні числа є математичною ідеалізацією, ряд натуральних чисел нескінченний. На об'єм же пам'яті ЕОМ накладаються фізичні обмеження. У зв'язку з цим в ЕОМ ми маємо справу не з числами в математичному сенсі, а з деякими їх представленнями, або наближеннями. Для представлення чисел відводиться деяке певне число елементів (зазвичай двійкових) пам'яті. У разі, якщо в результаті виконання операції отримане число повинне зайняти більше розрядів, ніж відводиться в ЕОМ, результат обчислень стає невірним — відбувається так зване арифметичне переповнювання. Дійсні числа зазвичай представляються у вигляді чисел з рухомою комою. У найбільш поширеному форматі число з рухомою комою представляється у вигляді послідовності бітів, частина з яких кодує собою мантису числа, інша частина — показник міри, і ще один біт використовується для вказівки знаку числа.

## Історія розвитку поняття
Поняття числа виникло в глибокій старовині з практичної потреби людей і ускладнювалося в процесі розвитку людства. Область людської діяльності розширювалася і зростала потреба в кількісному описі і дослідженні. Спочатку поняття числа визначалося тими потребами рахунку і вимірювань, які виникали в практичній діяльності людини, усе більш ускладнюючись. Пізніше число стає основним поняттям математики, і потреби цієї науки визначають подальший розвиток поняття числа.

### Доісторичні часи
Рахувати предмети людина вміла ще в глибокій давнині, тоді і виникло поняття натурального числа. На перших ступенях розвитку поняття абстрактного числа було відсутнє. В ті часи людина могла оцінювати кількість однорідних предметів, що називаються одним словом, наприклад «три людини», «три сокири». При цьому використовувалися різні слова «один», «два», «три» для понять «одна людина», «дві людини», «три людини» і «одна сокира», «дві сокири», «три сокири». Це показує аналіз мов первісних народностей. Такі іменовані числові ряди були дуже короткими і завершувалися неіндивідуалізованим поняттям «багато». Різні слова для великої кількості предметів різного роду існують і зараз, такі, як «натовп», «стадо», «купа».
Примітивний рахунок предметів полягав «у зіставленні предметів даної конкретної сукупності з предметами деякої певної сукупності, що грає як би роль еталону», яким у більшості народів були пальці («рахунок на пальцях»). Це підтверджується лінгвістичним аналізом назв перших чисел. На цьому ступені поняття числа стає не залежним від якості об'єктів, які рахуються.

### Поява писемності
Можливості відтворення чисел значно збільшилися з появою писемності. Перший час числа позначалися рисками на матеріалі, що служить для запису, наприклад, папірус, глиняні таблички, пізніше стали застосовуватися спеціальні знаки для деяких чисел (збереглися до наших днів «римські цифри») і знаки для великих чисел. Про останніх свідчать вавилонські клинописні позначення або знаки для запису чисел в старослов'янській системі числення. Коли в Індії з'явилася позиційна система числення, що дозволяє записати будь-яке натуральне число за допомогою десяти знаків (цифр), це стало великим досягненням людини.
Усвідомлення нескінченності натурального ряду стало наступним важливим кроком у розвитку поняття натурального числа. Про це є згадки в працях Евкліда і Архімеда та інших пам'ятках античної математики III століття до н. е. В «Началах» Евклід вводить поняття не обмеженої продовжуваності ряду простих чисел. Тут же Евклід визначає число, як «множину, що складається з одиниць». Архімед у книзі «Псамит» описує принципи для позначення великих чисел.

### Поява арифметики
З часом починають застосовуватися дії над числами, спочатку додавання і віднімання, пізніше множення і ділення. В результаті тривалого розвитку склалося уявлення про абстрактний характер цих дій, про незалежність кількісного результату дії від даних предметів, про те, що, наприклад, два предмети і три предмети складають п'ять предметів незалежно від характеру цих предметів. Коли стали розробляти правила дій, вивчати їх властивості та створювати методи рішення задач, тоді починає розвиватися арифметика — наука про числа. Потреба у вивченні властивостей чисел проявляється в самому процесі розвитку арифметики, стають зрозумілими складні закономірності та їх взаємозв'язки, обумовлені наявністю дій, виділяються класи парних і непарних чисел, простих і складених чисел і так далі. Тоді з'являється розділ математики, який зараз називається теорія чисел. Коли було помічено, що натуральні числа можуть характеризувати не лише кількість предметів, але і ще можуть характеризувати порядок предметів, розташованих в ряд, виникає поняття порядкового числа. Питання про обґрунтування поняття натурального числа довгий час в науці не ставився. Тільки до середини XIX віків під впливом розвитку математичного аналізу і аксіоматичного методу в математиці, назріла необхідність обґрунтування поняття кількісного натурального числа. Введення у вживання дробових чисел було викликано потребою проводити вимірювання і стало історично першим розширенням поняття числа.

### Введення від'ємних чисел
У середньовіччі були введені від'ємні числа, за допомогою яких стало легше враховувати борг або збиток. Необхідність введення від'ємних чисел була пов'язана з розвитком алгебри, як науки, що дає загальні способи рішення арифметичних задач, незалежно від їх конкретного змісту і початкових числових даних. Необхідність введення в алгебру від'ємного числа виникає вже при розв'язанні задач, що зводяться до лінійних рівнянь з одним невідомим. Від'ємні числа систематично застосовувалися при розв'язанні задач ще в VI—XI століття в Індії і тлумачилися приблизно так само, як це робиться в сьогодення.
Після того, як Декарт розробив аналітичну геометрію, що дозволила розглядати корені рівняння як координати точок перетину деякої кривої з віссю абсцис, це стерло принципову відмінність між додатними і від'ємними коренями рівняння, від'ємні числа остаточно ввійшли у вживання в європейській науці.

### Введення дійсних чисел
Ще в Стародавній Греції в геометрії було зроблено принципово важливе відкриття: не всякі точно задані відрізки сумірні, іншими словами, не у кожного відрізка довжина може бути виражена раціональним числом, наприклад сторона квадрата і його діагональ. У «Началах» Евкліда була викладена теорія відношення відрізків, що враховує можливість їх несумірності. У Стародавній Греції вміли порівнювати такі відношення за величиною, здійснювати над ними арифметичні дії в геометричній формі. Хоча греки поводилися з такими відношеннями, як з числами, вони не усвідомили, що відношення довжин несумірних відрізків може розглядатися як число. Це було зроблено в період зародження сучасної математики в XVII столітті при розробці методів вивчення безперервних процесів і методів наближених обчислень. І. Ньютон у «Загальній арифметиці» дає визначення поняття дійсного числа: «Під числом ми розуміємо не стільки множину одиниць, скільки загальне ставлення якої-небудь величини до іншої величини, прийнятої нами за одиницю». Пізніше, в 70 роках XIX століття, поняття дійсного числа було уточнено на основі аналізу поняття безперервності Р. Дедекіндом, Г. Кантором і К. Веєрштрасом.

### Введення комплексних чисел
З розвитком алгебри виникла необхідність введення комплексних чисел. Лише в XVI столітті були знайдені методи розв'язування рівнянь третього та четвертого степенів італійськими математиками (Дж. Кардано, Р. Бомбелли), тоді й виникла ідея комплексного числа. Справа в тому, що навіть рішення квадратного рівняння, у тому разі, якщо рівняння не має дійсних коренів, призводить до дії видобування квадратного кореня з від'ємного числа. Здавалося, завдання, що призводять до розв'язку такого квадратного рівняння не має рішення. З відкриттям алгебраїчного рішення рівнянь третього степеня виявилося, що в тому разі, коли всі три корені рівняння є дійсними, в процесі обчислення виявляється необхідним  добування квадратного кореня з від'ємних чисел.
Після встановлення в кінці XVIII століття геометричного тлумачення комплексних чисел у вигляді точок на площині і встановлення безперечної користі від введення комплексних чисел в теорії алгебраїчних рівнянь, особливо після відомих робіт Л. Ейлера і К. Гауса, комплексні числа були визнані математиками і почали відіграти значну роль не тільки в алгебрі, а й в математичному аналізі. Значення комплексних чисел особливо зросло у XIX столітті у зв'язку з розвитком теорії функцій комплексного змінного.